# Usina Hidrelétrica de Corumbá
A Usina Hidrelétrica de Corumbá está situada no Rio Corumbá, no município de Caldas Novas, em Goiás, com potência instalada de 375 MW, por meio de três turbinas tipo Francis. A geração teve início em junho de 1997.
A altura máxima da barragem é de 90 m (queda Bruta máxima de 80,8 m ), seu reservatório tem:
- um volume útil é de 1,03 km³;
- um nível máximo de 595 m do nível do mar;
- um nível mínimo operacional de 570 m do nível do mar;
- pode inundar uma área de até 65 km².

A energia gerada é transmitida para uma subestação em Samambaia, no Distrito Federal.